# Philips Wouwerman

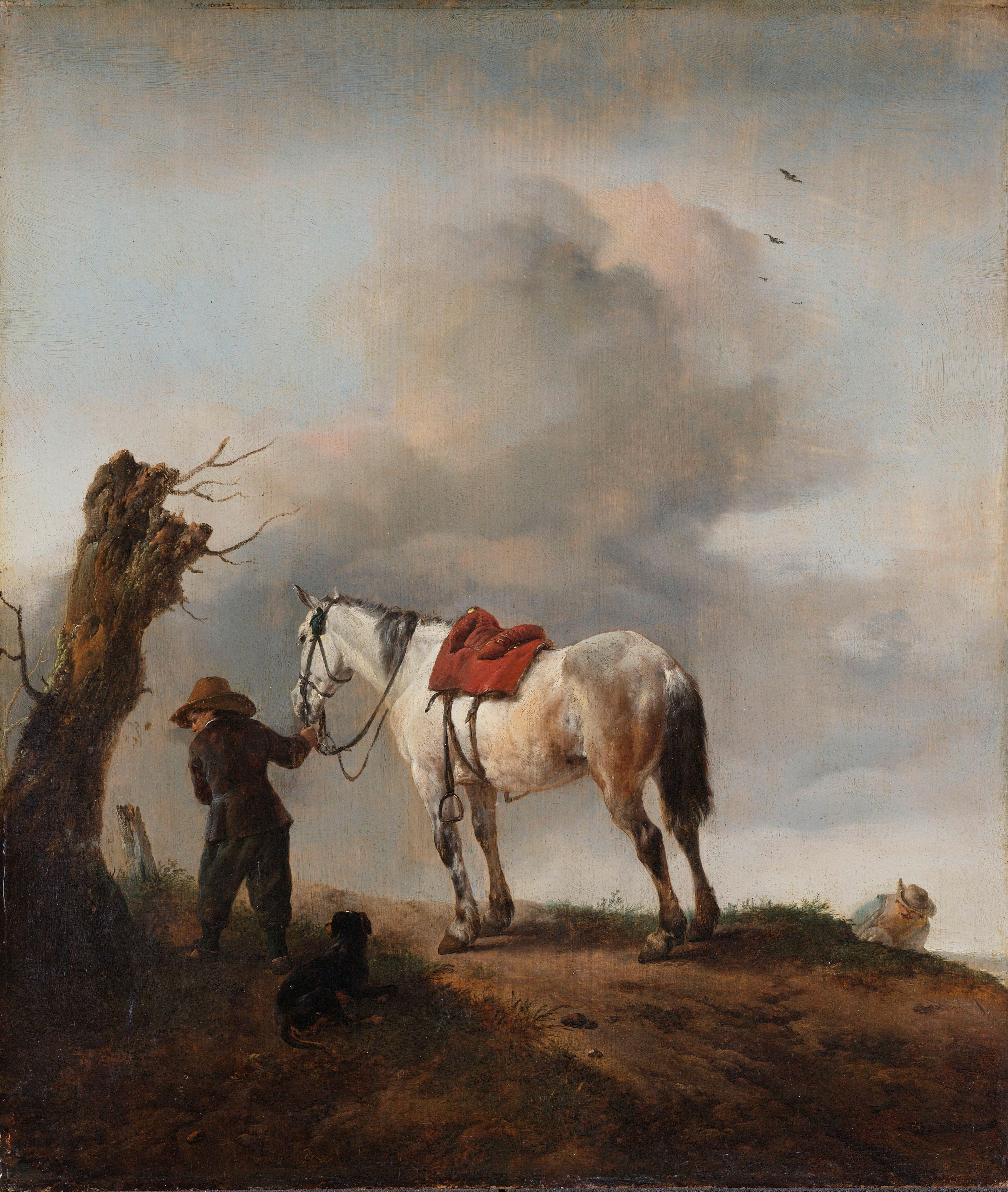
De schimmel (El hongo), óleo sobre tabla, 43,5 x 38 cm, Ámsterdam, Rijksmuseum.

Philips Wouwerman (Haarlem, 24 de mayo de 1619-ibídem, 19 de mayo de 1668) fue un pintor neerlandés especializado en cuadros de batallas, cacerías y paisajes. Su habilidad principal fue pintar caballos, por lo que prefirió temas que permitiesen incluirlos.

## Trayectoria
Se inició en la pintura con su padre, Paul Joosten Wouwerman, un pintor de temas históricos más bien modesto. También aprendió con Frans Hals según alguna reseña de la época, aunque sus cuadros no delatan influencias de Hals.
Se hizo miembro de la guilda de San Lucas en 1642 y emprendió una carrera prolífica y exitosa comercialmente. El experto John Smith elaboró en 1829-42 un catálogo razonado de este pintor, que recogía unas 800 obras. Posteriormente, el experto Hofstede de Groot elaboró otro catálogo de Wouwerman que recogía más de 1200. Sin embargo, el estudio más reciente sobre este pintor, debido a Birgit Schumacher (2006), restringe la cifra de pinturas auténticas a unas 560 y considera que las demás las crearon dos hermanos menores del maestro, Pieter (1623-1682) y Jan Pauwelsz. Wouwerman, así como imitadores de diversos países europeos.
Las obras seguras de Philips Wouwerman, de gran vitalidad y cuidado acabado, son muy variadas aunque pertenezcan a unos pocos temas, mayormente ecuestres: cacerías, batallas, campamentos militares, paisajes con viajeros... Se pueden distinguir tres periodos en su carrera, por variaciones en su estilo. Sus primeras obras delatan influencia de Pieter van Laer, Bamboccio, por su colorido terroso y un dibujo anguloso. Las de su época intermedia son muy depuradas y brillantes de color, con una gama más plateada, y sus últimas obras resultan más bien recargadas de figuras y un tanto apagadas de color, aunque mantienen cierto vigor.
Se enmarca en la extensa nómina de pintores neerlandeses y flamencos del siglo XVII («maestros menores») que produjeron de forma masiva para el mercado abierto, generalmente formatos reducidos y sin complejidades temáticas. Al contrario que Rembrandt, Frans Hals y Rubens, que solían trabajar por encargo, los «maestros menores» como Wouwerman vendían sus obras en mercados y mediante intermediarios, por lo que se especializaban en un género hasta ganarse un renombre y una demanda de la clientela, generalmente burguesa.
Sus cuadros, de gran éxito en su época, ganaron mayor estimación en el siglo XVIII, especialmente en las cortes de Luis XVI de Francia y Carlos IV de España. Existen ejemplos de este artista en casi todos los museos europeos de origen real o aristocrático. En España, tanto el Museo del Prado como el Museo Thyssen-Bornemisza poseen cuadros de Wouwerman.

## Galería de obras

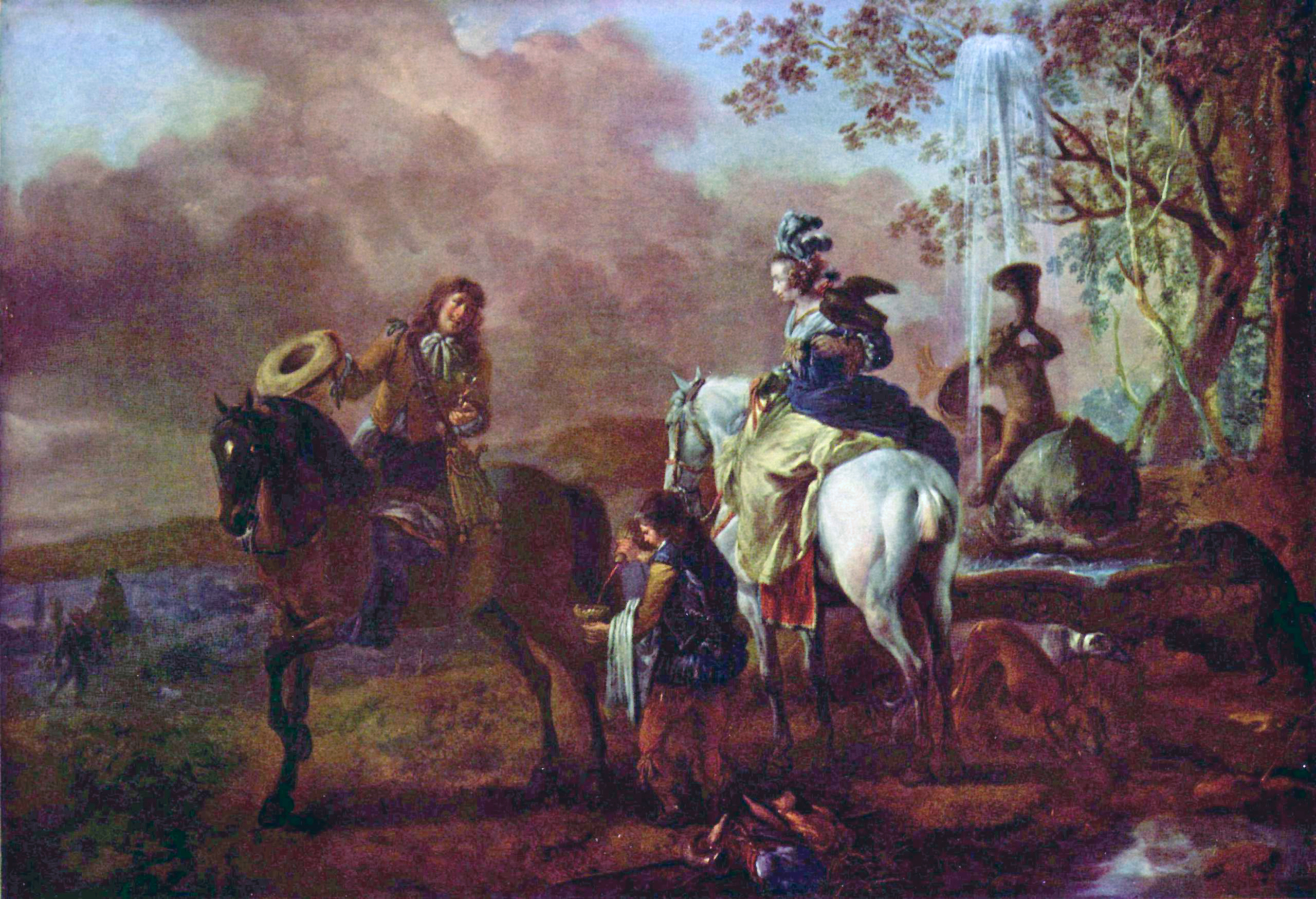
Descanso de la cacería
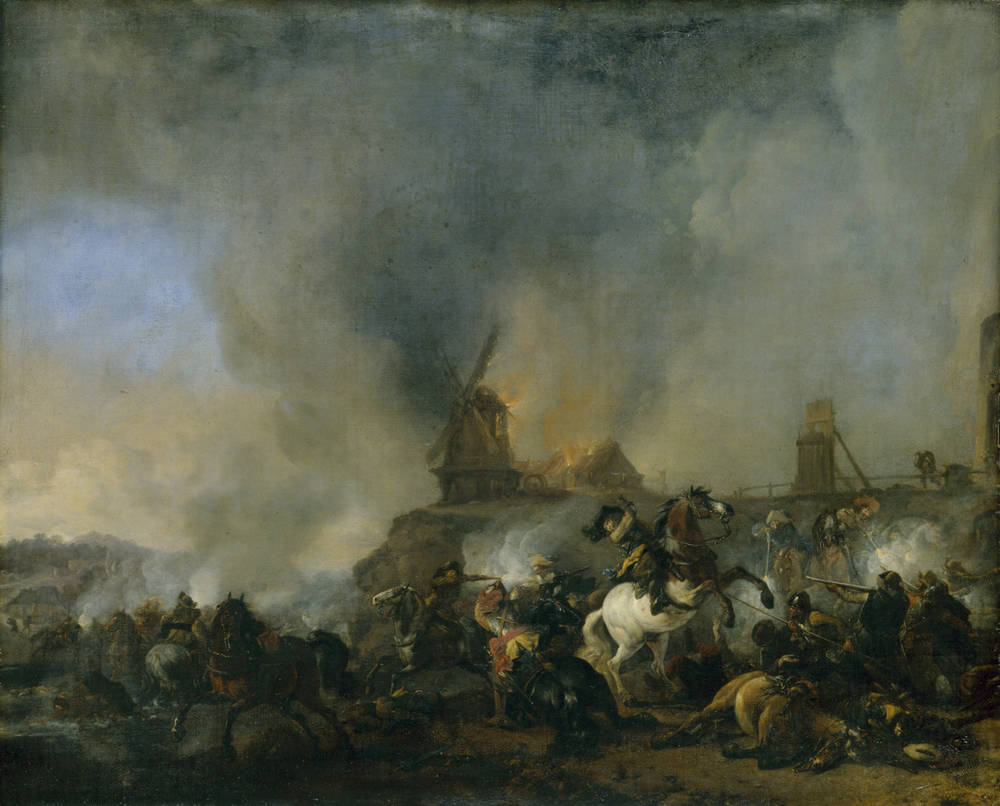
Caballería ante un molino en llamas
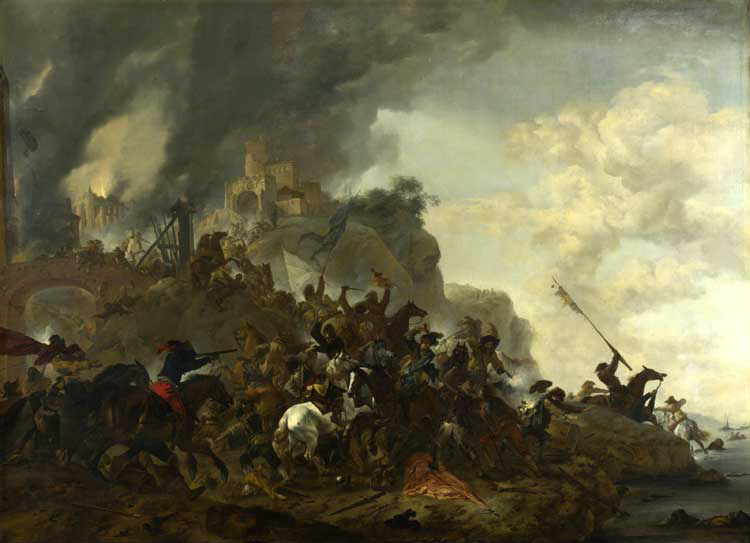
Batalla a los pies de un fortín (National Gallery de Londres)